# Pieter de Grebber

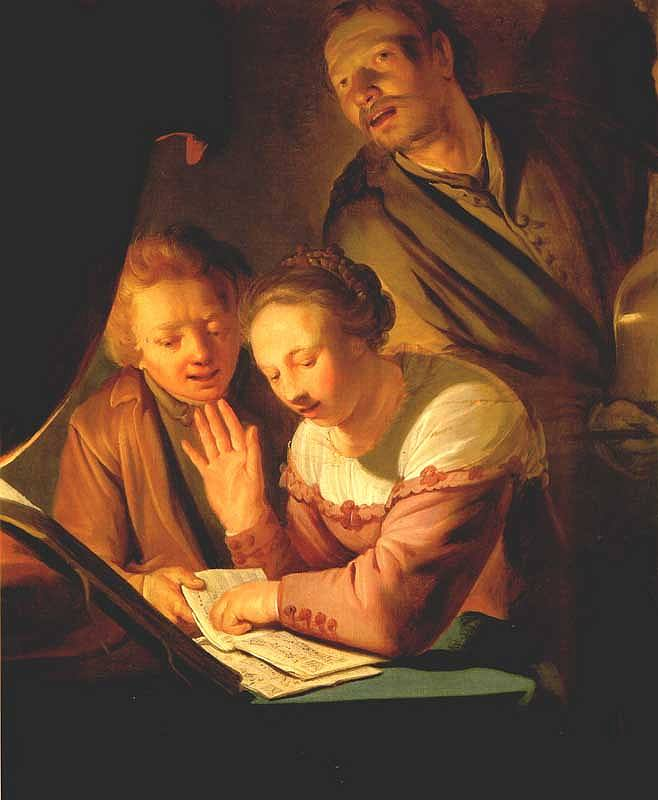
Muzykujące trio (1623)

Theodorus Schrevelius en zijn gezin aan tafel (1625)

Pieter Fransz. de Grebber (ur. ok. 1600 w Haarlemie, zm. między 24 września 1652 a 29 stycznia 1653 tamże) – holenderski malarz.

## Życiorys
Był synem i uczniem malarza Fransa Pietersz. de Grebbera. Uczył się też u Hendricka Goltziusa, którego obrazy historyczne prawdopodobnie wpłynęły na ukształtowanie się specyficznego stylu klasycystów haarlemskich. W 1618 udał się z ojcem do Antwerpii; tam mógł spotkać Rubensa, którego sztuka odegrała istotną rolę w ukształtowaniu wczesnego stylu de Grebbera.
Przez wiele lat pracował w warsztacie swojego ojca. Dopiero w 1632 wstąpił jako mistrz do haarlemskiej gildii św. Łukasza, a w 1642 był jej dziekanem, mimo otwarcie deklarowanego wyznania katolickiego. Wśród jego uczniów byli m.in. Egbert van Heemskerck, Nicolaes Berchem, Hendrik Graauw i Dirck Helmbreker.
Otrzymywał zamówienia od księcia Fryderyka Henryka Orańskiego (niezachowane obrazy dla pałacu Honselaarsdijk, 1638), a później wdowy po nim – Amalii zu Solms-Braunfels (dekoracje dla Oranjezaal w Huis ten Bosch w Hadze, 1648–1650). W 1648 pracował też dla dworu duńskiego (Uczta Baltazara, 1625).

## Twórczość
Początkowo malował sceny rodzajowe pod wpływem Fransa Halsa i utrechckich caravaggionistów (Muzykujące trio, 1623). Później uległ wpływowi Rembrandta, a następnie, wraz z Salomonem de Brayem, był pierwszym przedstawicielem klasycystów haarlemskich.
Większość obrazów de Grebbera to sceny religijne, powstałe na zamówienie kościołów katolickich we Flandrii i innych krajach. Namalował też liczne portrety księży, zakonnic i beginek rzymskokatolickich.

## Dzieła
(wg źródeł)
- Portret kobiety, 1621, Klaeuwshofje, Delft
- Caritas. 1622, Museum of Fine Arts, Houston
- Matka i dziecko, 1622, Muzeum Fransa Halsa, Haarlem
- Muzykujące trio, 1623, kolekcja prywatna, Waszyngton
- Wskrzeszenie Łazarza, 1623, kościół Mariacki w Brugii
- Uczta Baltazara, 1625, Kassel
- Portret czytającego mężczyzny, koniec lat 20. XVII w., kolekcja prywatna
- Pokłon Trzech Króli, 1632, Galleria Sabauda, Turyn
- Zdjęcie z krzyża, 1633, Amsterdam
- Wniebowzięcie Marii, 1648, kościół św. Piotra w Gandawie